# Zaguán (Real Alcázar de Madrid)

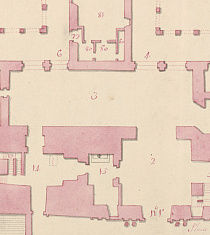
El zagúan (tanto principal (2) como grande (3) en una copia del Plano de Gómez de Mora. Bajo los números 13 y 14 se encuentran el oratorio y el dormitorio del cuarto bajo del cardenal-infante don Fernando (hermano de Felipe IV).

El zaguán del Real Alcázar de Madrid fue un espacio importante en esa residencia regia.

## Historia
La primera noticia cierta del zaguán existe como consecuencia de las reformas del Alcázar encargadas por Carlos I a mediados del siglo XVI. Estas reformas supusieron la ampliación del alcázar hacia en este, con la construcción de tres crujías rodeando un nuevo patio formado al este de la crujía oriental de palacio que albergaba la capilla en su primer piso y la sacristía en el piso bajo. El zaguán se componía de dos piezas, una primera más al sur de forma cuadrangular (llamada después zaguán principal en el Plano de Gómez de Mora) y una segunda en paralelo, exactamente al norte de la primera, de forma rectangular (nombrada zaguán grande en el plano citado).
En el primer cuarto del siglo XVII, el zaguán sufrió una importante reestructuración en el marco de la reestructuración de la crujía sur como consecuencia de la construcción de una nueva fachada por Gómez de Mora. En este momento fue ampliado para permitir una mejor circulación de los coches de caballos que tenían el derecho de acceder hasta los patios del Alcázar de Madrid. Esta ampliación fue admirada en su época ya que el zaguán grande fue redimensionado con una superficie mayor que permitía la movilidad de los coches de caballos. En el Plano de Gómez de Mora se representa el zaguán en el correspondiente a la planta baja con los números 2 (zaguán principal) y 3 (zaguán grande).

## Descripción

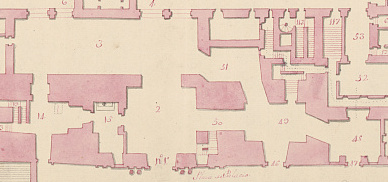
El sistema de zaguanes en una copia del Plano de Gómez de Mora: zaguán principal (2), zaguán grande (3), zaguán de recibo (49), y zaguán nuevo (48).

Se encontraba situado en el centro de la crujía sur del Alcázar a la altura del piso bajo. En concreto se sitúa en el espacio comprendido aproximadamente entre las torres del Homenaje (oeste) y del Bastimento (este) en el lado sur, extendiéndose hacia el norte hacia los patios del Rey (oeste) y de la Reina (este). En realidad el zaguán estaba constituido por una serie de espacios:
- Zaguán principal, contiguo a la principal (bajo el número 2 en el Plano de Gómez de Mora)
- Zaguán grande, a continuación hacia el norte del anterior (bajo el número 3 de ese plano)
- Zaguán de recibo, contiguo al principal hacia el este, coincidiendo con el espacio de la planta inferior de la torre del Bastimento (bajo el número 49 del citado plano). Tenía entrada desde la fachada principal.
- Zaguán nuevo, contiguo al zaguán de recibo hacia el este (bajo el número 48 del Plano de Gómez de Mora). Como el anterior, contaba con entrada desde la fachada principal.

Desde el campo del rey, se entraba al zaguán principal por medio de la puerta principal del Alcázar, situada en el centro de esta. El zaguán grande se abre hacia cada uno de los patios por medio de sendos huecos dobles. Por medio del zaguán grande se accedía a una escalera que llevaba a las bóvedas, como se conocía a los sótanos del alcázar.